# Erkebulan Tuńǵyshbaev
Erkebulan Tuñğışbayev (in kazako Еркебұлан Тұңғышбаев?; Šymkent, 14 gennaio 1995) è un calciatore kazako, attaccante dell'Ordabasy.

## Carriera

### Club
Ha esordito nella massima serie kazaka con l'Ordabasy nella stagione 2014.

### Nazionale
Ha giocato nelle nazionali giovanili kazake Under-19 ed Under-21.
Ha esordito con la nazionale kazaka l'11 novembre 2016 nella partita Danimarca-Kazakistan (4-1) valevole per le qualificazioni ai Mondiali 2018.

## Palmarès

### Club

#### Competizioni nazionali
- Campionato kazako: 2

Qaýrat: 2020
Ordabasy: 2023